# Крила надії (літературна група)
«Крила надії» — літературно-поетичне об'єднання письменників міста Добропілля.

## Історія
Родоначальником літературної групи в місті Добропіллі яке було створено 1967 р. при редакції газети «Новий шлях» був В. Ф. Савченко.
У 1980-і роки літературне об'єднання одержало назву «Крила», очолював групу молодий журналіст і поет Володимир Овчаренко.
Водночас багатьох любителів літератури і поезії об'єднав клуб книголюбів «Діалог». Саме тоді вперше зазвучали імена молодих авторів: Анатолія Антоненка, Віктора Никодим, Василя Брика, Івана Лодижнікова, Вадима Добровольського і його дочки Тетяни Добровольської.
Після декількох років бездіяльності літературну групу відродили в новому творчому співтоваристві, тепер вже при міській бібліотеці — спільноту було названо «Крила надії». На початку 2002 року Центральна міська бібліотека прийняла естафету творчих об'єднань. За цей час побачили світ дві поетичні збірки добропільських авторів «Крила надії» в 2003 році і «На крилах надії» в 2008, приурочені до 50-ти і 55-ти річним ювілеям міста. Підтримку і допомогу у виданні книг надав Добропільська міська рада в особі Віктора Трохимовича Дерипаска.
Знаменною подією в житті міста і клубу «Крила надії» стала презентація книги Володимира Подоляна «Слово про Добропілля».
У 2011 році була видана книга Тетяни Добровольської «Розпеченого слово». Порадували читачів своїми збірками віршів Євген Бахтін «Від іронії до сарказму», Василь Брик «Гармонія буття», Оксана Бородіна «Ехо душі», Сергій Васильєв «Рими серця», Анатолій Копцев «Ми самі боги».

## Брали участь
На сторінках газети «Новий шлях» на весь голос заявили про себе місцеві поети: Володимир Овчаренко, Віктор Нікода, Тетяна Добровольська, Дарія Дмитрик, Лілія Гринцова, Булат Бутунаєв, Віталій Блохін, Іван Лодижніков, Григорій Заварзін, Василь Брик, Людмила Бурятинська.